# Consoană labiovelară
o consoană labiovelară este a cărei articulare se realizează concomitent prin rotunjirea buzelor și atingerea sau apropierea rădăcinii limbii de vălul palatului.

## Caracteristici
Consoanele proprii labiovelare sunt cele oclusive și nazale care apar în cadrul unor limbi, vorbite în special în Africa Centrală și Estică, și sunt comune în partea estică a Noii Guinee. Printre consoanele labiovelare identificate în limbile lumii se numără [k͡p, ɡ͡b, ŋ͡m], ilustrate în tabelul de mai jos:
| IPA  | Descriere                   | Exemplu    | Exemplu    | Exemplu   | Exemplu      |
| IPA  | Descriere                   | Limbă      | Ortografie | IPA       | Semnificație |
| ---- | --------------------------- | ---------- | ---------- | --------- | ------------ |
| [k͡p] | oclusivă labiovelară surdă  | Logba      | ò-kp[àyɔ̀]  | [ò-k͡pàyɔ̀] | 'Dumnezeu'   |
| [ɡ͡b] | oclusivă labiovelară sonoră | Ewe        | Ewegbe     | [ɛβɛɡ͡be]  | 'limba Ewe'  |
| [ŋ͡m] | nazală labiovelară          | Vietnameză | cung       | [kuŋ͡m]    | 'sector'     |